# Serrería Belga (Madrid)

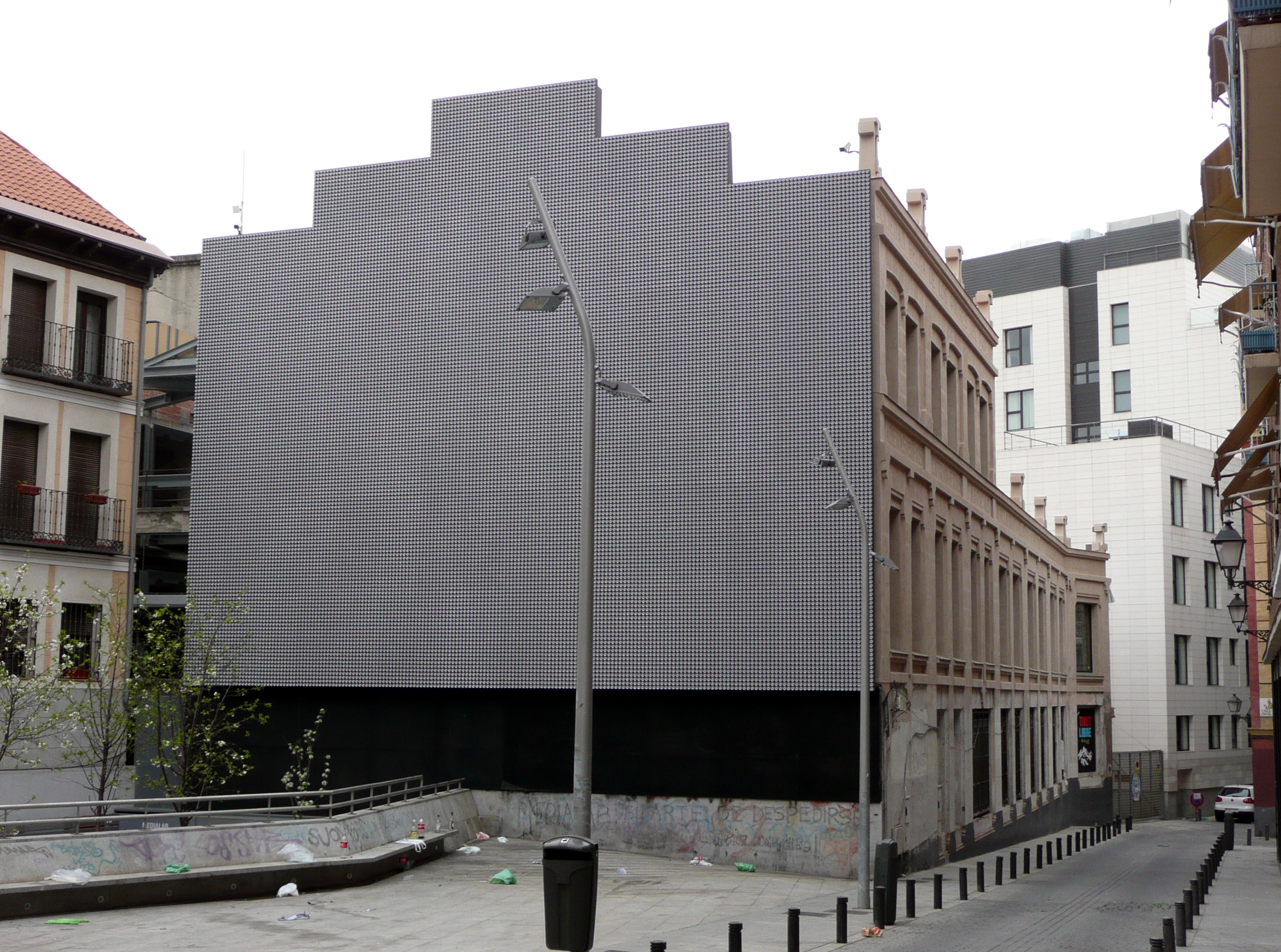
La antigua Serrería Belga en 2011, durante las obras de rehabilitación.

La Serrería Belga es un antiguo edificio industrial de Madrid, situado entre la calle de la Alameda, la calle Cenicero y la plaza de las Letras, en el barrio de las Letras. Constaba de dos naves –una para serrería, la otra para almacenes y secadero— y era propiedad de la empresa Sociedad Belga de los Pinares de El Paular que lo construyó en 1925 según un proyecto del arquitecto Manuel Álvarez Naya. La Serrería Belga mantuvo su actividad hasta finales de la década de 1970, y fue adquirida en el 2000 por el Ayuntamiento de Madrid para destinar el edificio a fines culturales. Encargó su rehabilitación y remodelación en 2007 a los arquitectos María Langarita Sánchez y Víctor Navarro Ríos. Las obras finalizaron en 2013, fecha en la que el edificio pasó a ser la sede de Medialab-Prado.

## La Sociedad Belga de los Pinares del Paular
El origen de la Serrería Belga de Madrid remonta a 1840, cuando la Sociedad Belga de Fincas Españolas, una empresa creada por un grupo de empresarios belgas deseosos de aprovechar la desamortización de Mendizabal, adquirió en el monte «Cabeza de Hierro» del macizo de Peñalara, en la sierra de Guadarrama, 2054 ha de monte procedentes de la venta de terrenos del monasterio de Santa María de El Paular. Compró también en Madrid unos terrenos del antiguo convento y hospital de los Agonizantes, situados a proximidad de la Puerta de Atocha, a la altura de los números 153 y 155 de la calle de Atocha (hoy nº 123). La empresa inició una explotación sostenible de los pinares (conocidos más adelante como Pinares de El Paular o Pinares de los Belgas), por medio de entresacas de los pinos de más edad y mayor tamaño sin recurrir nunca a la corta a matarrasa. Pasó a denominarse Sociedad Civil Belga de los Pinares del Paular en 1876, año en el que construyó una moderna serrería de vapor en Rascafría. En Madrid instaló su sede, sus almacenes y una serrería a los que llegaban diariamente decenas de carros cargados de madera de la sierra. En el camino que seguían los transportes de madera desde El Paular hasta Madrid, los belgas establecieron otros talleres y almacenes en los pueblos de Villalba y La Cabrera.

## La Serrería Belga de Madrid

### Historia
A partir de la aprobación del Plan Castro de ensanche de Madrid en 1860, la ciudad experimentó un fuerte crecimiento de la demanda en madera para vigas y carpintería de los edificios de sus nuevos barrios, así como del sector de la ebanistería y de la carpintería. La construcción de la estación de ferrocarril del Mediodía, futura estación de Atocha, a proximidad de la Serrería contribuyó igualmente al auge de sus negocios. En esta coyuntura, a principios del siglo XX la Serrería Belga de la calle Atocha decidió completar sus instalaciones con un taller equipado con modernas máquinas eléctricas que realizaban las diversas tareas del trabajo de la madera. Este taller puso una tecnología avanzada y costosa, manejada por un personal especializado, al servicio de las pequeñas empresas de carpinteros y ebanistas que de otra manera no habrían tenido acceso a ella al no disponer de suficientes recursos económicos. Esta actividad, que se mantuvo hasta el cierre de la Serrería, complementaba la venta de madera y permitía que los profesionales salieran de la serrería con las piezas de madera listas para su ensamblaje y acabado en su propio taller.
La serrería madrileña tuvo que ampliar sus instalaciones en varias ocasiones, y en 1924 decidió remodelar sus locales encargando el proyecto al arquitecto Manuel Álvarez Naya. Construyó dos grandes naves en 1925, una dedicada a serrería y talleres, y otra a almacén y secadero.
La Serrería contaba entonces con una plantilla de aproximadamente 40 empleados. Fue aumentada a 100 personas tras la Guerra Civil, para compensar la imposibilidad de la empresa de modernizar sus equipos ante el incremento de la demanda de madera para las obras de reconstrucción. Era además la única serrería que tenía grupo electrógeno propio, lo que le permitía mantener su actividad sin interrupciones a pesar de los frecuentes cortes de suministro. En los años 1950, la empresa inició un declive que la obligaría a reducir su plantilla a 30 operarios.
En aquella década de crecimiento industrial, las industrias ubicadas en el centro de la capital se trasladan hacia la periferia que ofrece mayores zonas de suelo libre a precios bajos. Por otro lado, el aumento de la población consolida el centro de la ciudad como un denso núcleo urbano donde la carencia de suelo eleva mucho los precios. La venta de los antiguos solares industriales se convierte así en una atractiva operación económica. En este contexto y en un intento de diversificar su actividad, la Sociedad Anónima Belga de los Pinares del Paular, nombre de la empresa propietaria de la Serrería Belga desde 1879, construye en 1954 el hotel Mercator en la parte del solar que bordea la calle Atocha.
A finales de los años 1970, se cierran las naves de la calle Alameda y se mantiene una actividad reducida a almacén y taller de molduras en las naves de la calle Cenicero, que terminarán por cerrar en los años 1990. La empresa vende en el 2000 el hotel, un solar y un edificio adyacentes a una empresa privada que construirá el hotel Paseo del Arte, y el conjunto de la serrería al Ayuntamiento de Madrid que tenía intención de destinarlo a segunda sede del proyecto cultural Intermediae. En 2005 un incendio destruyó la nueva subestación eléctrica del Mediodía que se había construido en un solar colindante para sustituir a la original, entonces en obras de remodelación para dejar paso al espacio cultural CaixaForum Madrid. Aquel accidente liberó un espacio que se aprovechó más adelante para crear la Plaza de Las Letras, por dónde se accede al edificio actual de la Serrería. En 2007, los arquitectos María Langarita Sánchez y Víctor Navarro Ríos ganaron el concurso de rehabilitación y remodelación de los edificios cuyas obras se realizaron entre 2009 y 2012. Las nuevas instalaciones se inauguraron en 2013, y albergan desde esa fecha el Medialab Prado.

### Maquinaria
La Serrería se mecanizó en fases sucesivas. Entre 1911 y 1914 se instaló un motor eléctrico de 20 caballos de fuerza. En 1916 se complementó con un nuevo motor secundario. Una vez terminadas las obras de construcción de los nuevos edificios, en 1927 se sustituyeron ambos motores por uno de 25 caballos, que más adelante fue sustituido por un motor diesel. Hasta ese año la serrería disponía de:
- un cepillo regruesador
- una cepilladora
- una tupí
- una sierra de cinta
- dos afiladoras de cuchillas y sierras
- un ture

En 1927, el ingeniero Manuel Ortega diseñó una nueva configuración de las instalaciones, cuya maquinaria siguió en funcionamiento hasta el cierre de la Serrería. Se componía de:
- tres sierras de cinta
- dos cepilladoras
- dos regruesadoras
- dos tupís de ejes ranurados
- un disco circular de mesa basculante
- una cadena de escoplear
- una cadena para espigar y hacer palos redondos
- tres máquinas de afilar, una de cuchillas y dos de cintas de sierra

En los primeros años del siglo XXI, cuando se planteó la remodelación completa de la antigua Serrería Belga, aún quedaba el conjunto de la maquinaria original al completo en el espacio que en su tiempo fue concebido para acogerlo, el taller de la planta baja del edificio de la calle Alameda. Sólo se han conservado dos sierras dispuestas como elementos escultóricos, perdiéndose un valioso patrimonio mueble industrial así como la posibilidad de apreciar la disposición de un taller del primer tercio del siglo XX.

### Arquitectura
El conjunto diseñado por Álvarez Naya en 1924 se ha mantenido sin apenas modificaciones hasta la rehabilitación de 2009-2012. Constaba, al igual que el actual, de dos naves paralelas separadas por un patio abierto y conectadas inicialmente por un porche en su fachada norte, lo que configuraba una disposición en forma de U. Las fachadas son de estilo historicista y presentan algunos esgrafiados que inspiraron las tipografías «Serrería Sobria» y «Serrería Extravagante», creadas por Medialab-Prado. La estructura fue una de las primeras de hormigón armado, con pilares vistos que permitieron crear grandes ventanales que mejoraban las condiciones de trabajo y la seguridad en caso de incendio.
La nave con fachada a la calle Cenicero se dedicaba a almacén y secadero, y se abría al patio central sin cerramiento alguno, sólo una barandilla metálica en cada planta. Estas eran prácticamente diáfanas, con algunas pequeñas estancias. El edificio con fachada a la calle Alameda albergaba los talleres de corte y elaboración. La planta baja constaba de un amplio espacio diáfano dedicado a taller, una sala para el jefe del taller, una tienda con escaparate a la calle y almacén, una cochera que sobresalía hacia el patio y un paso de carruajes que se comunicaba con otro, justo enfrente, que daba a la calle Cenicero. La primera planta se dedicaba también a taller y tenía acceso a la terraza situada encima de la cochera. Se presentaba como un espacio diáfano que se comunicaba con la planta baja mediante dos amplias aperturas en el forjado, y contaba con unas habitaciones menores que servían de almacén, sala de modelos y aseos. La segunda planta, de menor tamaño y que ocupaba sólo la parte norte del edificio, contenía espacios para dibujantes y tallistas, aseos y otras dependencias. Esta nave disponía también de una planta sótano que alojaba unas cámaras estancas para guardar la viruta y el serrín.
La disposición interior de las plantas de los dos edificios, tal como aparecen en el proyecto original, sufrió varias modificaciones a lo largo del siglo XX. En algún momento el patio se cubrió con una estructura metálica y teja cerámica, y se añadieron dos plantas encima del porche para conectar las diversas plantas de los dos edificios en su lateral norte. En este emplazamiento, el estudio de arquitectura Langarita-Navarro ideó una nueva estructura vanguardista a la que llamaron «La Cosa», que conserva la conexión entre las dos naves.